# 乔丹·克尔比
乔丹·克尔比（英語：Jordan Kerby，1992年8月15日—）生于澳大利亚，是一名代表新西兰参赛的男子职业公路和场地自行车运动员。他曾在2017年4月代表澳大利亚在世界场地自行车锦标赛上获得男子个人追逐赛冠军。